# Jesse Jackson
Pour les articles homonymes, voir Jackson et Jesse Jackson (homonymie).
Jesse Louis Burns, connu sous le nom de Jesse Louis Jackson Sr., dit Jesse Jackson, né le 8 octobre 1941 à Greenville (Caroline du Sud), est un pasteur chrétien baptiste américain et militant pour les droits civiques, notamment ceux des Afro-Américains. Il a été candidat, avec un programme très progressiste, à l'investiture du Parti démocrate pour les élections présidentielles, en 1984 et en 1988. Il a été fondateur et président de l’organisation de défense des droits civiques Rainbow/PUSH (en) de 1996 à 2023.

## Biographie

### Jeunesse et éducation
Jesse Jackson naît à Greenville en Caroline du Sud. Il est le fils d'Helen Burns, une coiffeuse âgée de seize ans quand elle le met au monde. Son père, Noah Louis Robinson, est le voisin d'Helen, il est marié et âgé de 33 ans, c'est un ouvrier de cotonnerie et un ancien boxeur professionnel connu dans la communauté noire locale.
Un an après la naissance de Jesse, sa mère épouse Charles Henry Jackson, un ouvrier des services postaux, qui, plus tard, reconnaîtra l'enfant, lui donnant ainsi son nom. Pendant son enfance, il est harcelé par d'autres enfants en raison de sa naissance hors mariage.
Jusqu'au boycott des bus de Montgomery, en 1955, il subit les lois de ségrégation raciale. Il fait ses études secondaires à Greenville à la Sterling High School, établissement destiné aux enfants noirs. Il est délégué de sa classe, il finit ses études à la place de 10e et obtient de nombreuses distinctions dans le domaine du sport, baseball, football et basketball.
En 1959, après ses études secondaires, il est accepté  à l'université d'Illinois, où il bénéfice d'une bourse sportive et joue dans l'équipe de football américain. Après une première année dans cette université essentiellement blanche, il poursuit ses études à l'université agricole et technique d'État de Caroline du Nord à Greensboro, majoritairement noire. Ce changement fut motivé, selon Jesse Jackson, par le racisme régnant à l'université d'Illinois qui l'empêchait de jouer à la place stratégique de quarterback et limitait ainsi ses chances de participer à une équipe de football de premier plan. Il y obtient en 1964 un Bachelor of Science en sociologie.
Ensuite, il commence des études de théologie au Séminaire théologique de Chicago, où il arrête ses études trois cours avant la fin de son parcours. En 2000, il a toutefois obtenu un Master of Divinity (master en théologie) en raison de ses crédits accumulés et de son expérience dans le militantisme. Il a également étudié le droit à l’université de l’Illinois et a obtenu un doctorat en 1993.
Il entre dans la Conférence du leadership chrétien du Sud sous l'influence du pasteur Martin Luther King. Le 4 avril 1968, il est aux côtés de ce dernier à Memphis lors de son assassinat,.
Il est ordonné pasteur baptiste en juin 1968.

### Carrière
En 1971, il fonde une association à but non lucratif, PUSH (People United to Serve Humanity, Peuple uni pour servir l'humanité) pour défendre les droits civiques de la minorité noire (et des catégories les plus pauvres) auprès des partis politiques et des entreprises par différents moyens (boycotts, etc.),. En 1984, il en fonde une seconde, la Rainbow Coalition (Coalition Arc-en-ciel), dont il est président pour réclamer l'égalité des droits civiques pour les minorités raciales, les petits agriculteurs, les mères qui travaillent, les chômeurs, les gays et les lesbiennes. Elles fusionnent en 1996 sous le nom de Rainbow/PUSH.

### Politique

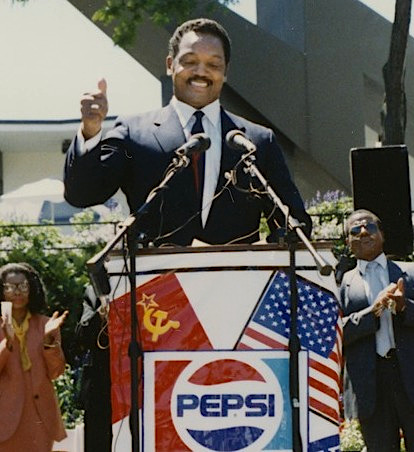
Jesse Jackson prononce un discours à l'occasion des Goodwill Games de 1990.

Au sein du Parti démocrate, il appartient au courant progressiste, le plus à gauche (comme Bernie Sanders, dans les années 2010). Il est sans doute trop à gauche pour être un jour élu président, estime-t-on à la direction du parti. Son programme propose entre autres une augmentation des impôts pour les 10 % les plus riches de la population américaine afin, notamment, de créer un système de remboursement universel des frais médicaux. Il souhaite aussi réduire drastiquement le budget de l'armée, ne serait-ce que pour réduire ses capacités d'intervention de par le monde, qu'il juge néocoloniales.
Après la candidature symbolique de Shirley Chisholm et avant celle de Barack Obama, il est le premier Afro-Américain à obtenir suffisamment de soutiens pour avoir une chance de remporter la primaire du Parti démocrate.
En 1984, lors des primaires du parti pour l'élection présidentielle, il termine en troisième position avec 3 282 431 voix (18,09 % des suffrages), arrivant derrière Walter Mondale et Gary Hart. En 1988, il arrive en deuxième position derrière Michael Dukakis et obtient 6 788 991 (29,12 % des suffrages). Il remporte ses victoires essentiellement dans le sud des États-Unis, l'Alabama, la Caroline du Sud, la Géorgie, la Louisiane, le Michigan, le Mississippi, la Virginie et le district de Columbia (c'est-à-dire Washington, la capitale fédérale)

### Depuis 2000
Le 15 février 2003, face à l'imminence d'une deuxième guerre contre l'Irak accusé à tort de posséder des armes de destruction massive, il prend la parole à Londres devant plus d'un million de personnes pour exhorter les citoyens anglais et américains à s'y opposer. D'une façon plus générale, ses prises de position sur les questions géopolitiques sont très anti-impérialistes. Il est favorable à la création d'un vrai État palestinien et à la destruction concertée de toutes les armes nucléaires.
Par ailleurs, il lui arrive de soutenir publiquement des personnalités afro-américaines confrontées à la justice, comme, en 2005, le chanteur Michael Jackson ou encore le condamné à mort Stanley Williams.
En 2020, il se rend à Minneapolis pour soutenir la famille de George Floyd, Afro-Américain tué par un policier blanc. En juin 2021, il est arrêté devant le Capitole pour avoir participé à une manifestation illégale s'opposant au blocage parlementaire d'un projet de loi concernant le droit de vote.

### Vie privée
Il est marié à Jacqueline Lavinia Brown et a cinq enfants.
Son fils Jesse Jackson, Jr. a été représentant du 2e district de l'Illinois à la Chambre des représentants de 1995 à 2012 pour le Parti démocrate.
En novembre 2017, un diagnostic médical révèle qu'il est atteint de la maladie de Parkinson.
Vacciné en janvier 2021 contre le Sars-CoV-2, il contracte le virus avec sa femme et le couple est hospitalisé en août 2021 au Northwestern Hospital de Chicago.

### Controverses
En 1972, il a reconnu avoir craché dans la nourriture des clients blancs qui ne lui laissaient pas de pourboire, quand il était serveur dans un hôtel et plus jeune, avant sa conversion chrétienne,.
En 1984, il est l’objet d'une controverse pour avoir utilisé les termes « Hymie » (équivalent de « youpin ») et « Hymietown », utilisés respectivement pour faire référence aux Juifs et à la ville de New York, durant une conversation privée. Celle-ci est publiée par le Washington Post. Quelques jours après l’affaire, il déclare être surpris qu'un journaliste a pu entendre cette remarque et présente ses excuses dans une synagogue, déclarant notamment regretter qu'un « sujet si dérisoire soit devenu si important ».
La même année, son adversaire démocrate Walter Mondale l'accuse de fréquenter Louis Farrakhan, lequel décrit les Blancs comme des « diables aux yeux bleus » et les Juifs comme des « sangsues ». Jesse Jackson répond qu'il s'agit de propos « répréhensibles et moralement indéfendables » mais plusieurs personnalités démocrates et républicaines lui reprochent de ne pas suffisamment prendre ses distances avec lui, alors que Louis Farrakhan le qualifie de « frère ».
En 2006, envoyé au Liban dans le cadre d'un échange de prisonniers entre Israël et le Hezbollah, il rencontre l'humoriste Dieudonné et le conspirationniste Thierry Meyssan, ce qui suscite une nouvelle polémique. En 2016, Jean-Marie Le Pen diffuse sur Twitter un mot de soutien, selon lui rédigé par Jesse Jackson. Celui-ci déclare peu après : « Je ne vous avais jamais rencontré. Je ne partage pas vos points de vue », ce à quoi réagit le fondateur du Front national, qui assure qu'un dîner entre eux a bien eu lieu, organisé par des « amis marocains communs ». Il publie ensuite une photo les montrant ensemble, Jesse Jackson souriant.
En octobre 2008, il suscite la controverse en déclarant espérer que Barack Obama, alors candidat démocrate à l'élection présidentielle, puisse mettre fin à l'influence des « sionistes qui ont contrôlé la politique américaine pendant des générations ». En juillet de la même année, il estimait sur Fox News : « Barack, il parle avec condescendance aux gens noirs. [...] Il faut lui couper les noix » ; le candidat, qu'il soutenait pourtant, avait peu avant critiqué l'« irresponsabilité » des pères afro-américains, dont la proportion à quitter femme et enfants était quatre fois supérieure à la moyenne nationale. Jesse Jackson s'excuse par la suite.

## Distinctions
En 1979, il reçoit le prix Jefferson pour le plus grand service public au profit des défavorisés.
En 1989, il reçoit la médaille Spingarn de la National Association for the Advancement of Colored People.
Le 3 août 2000, il reçoit la médaille présidentielle de la Liberté par le président américain Bill Clinton,.
En 2015, il a reçu un doctorat honoris causa de l'université d'Édimbourg, en raison de son implication pour les droits civiques de pendant des décennies,.
Le 19 juillet 2021, il est fait commandeur dans l’ordre de la Légion d'honneur par le président de la République française Emmanuel Macron.
En 2022, il a reçu un doctorat honoris causa  en lettres humaines du Benedict College.

## Dans les médias

### Télévision
Il fait une apparition dans la série télévisée américaine South Park, saison 11, épisode 1 (Avec nos excuses à Jesse Jackson) ainsi que dans l'épisode 13 de la saison 4.

### Films et séries
Son nom et son prénom sont mentionnés dans la série Breaking Bad , durant la saison 2. C'est le pseudonyme que prendra le personnage de Jesse Pinkman à l'occasion de la signature d'un bail. Ignorant qui est le véritable Jesse Jackson, cela sera relevé par un gloussement par le bailleur, puis par une touche moqueuse de son associé, Walter White, lors d'un épisode suivant.
Il apparaît dans les épisodes 7 & 8 de la série Dahmer, rôle interprété par Nigel Gibbs, intervenant auprès de la communauté noire de Milwaukee.